# Hur du vinner vänner och påverkar din omgivning
Hur du vinner vänner och påverkar din omgivning : om kommunikation människor emellan är en av de första storsäljande böcker om självhjälp som publicerats. Boken skrevs av Dale Carnegie och publicerades första gången 1936. Den har det sålts i ca 15 miljoner exemplar världen över.
År 1981 utgavs en ny reviderad upplaga med uppdaterat språk och uppdaterade anekdoter.

## Bokens innehåll

### Tolv saker den här boken kommer att göra för dig
1. Ge dig nya tankar, nya visioner, nya ambitioner.
2. Visa dig hur du kan få vänner snabbt och enkelt.
3. Öka din popularitet.
4. Hjälpa dig att övertyga människor om ditt sätt att tänka.
5. Öka ditt inflytande, din prestige, din förmåga att få saker gjorda.
6. Göra det möjligt för dig att få nya kunder.
7. Öka din intjäningsförmåga.
8. Gör dig till en bättre säljare.
9. Hjälpa dig att hantera klagomål, undvika argument, hålla din mänskliga kontakter smidiga och trevliga.
10. Gör dig till en bättre talare, en mer underhållande konversatör.
11. Gör principerna i psykologi enkla för dig att använda i dina dagliga kontakter.
12. Hjälper dig att väcka entusiasm hos dina medarbetare.

Boken har sex större avsnitt. De grundläggande principerna i varje avsnitt återges nedan.

### Fundamental teknik i att hantera människor
1. Kritisera, fördöm eller klaga inte. Den mänskliga naturen gillar inte att erkänna fel. När människor kritiseras eller förödmjukas så besvarar de detta sällan väl och kommer ofta bli defensiva och ta illa vid den som kritiserar. För att hantera människor väl så måste vi aldrig kritisera, fördöma eller klaga för det kommer aldrig resultera i beteendet vi önskar.
2. Ge ärlig och uppriktig uppskattning. Uppskattning är ett av de kraftfullaste verktygen i världen. Människor kommer sällan att arbeta till deras maximala potential under kritik, men ärlig uppskattning tar fram deras bästa. Uppskattning är dock inte simpelt smicker, det måste vara uppriktigt, meningsfullt och med kärlek.
3. Väck i den andra personen en ivrig önskan. För att få det vi vill från den andra personen så måste vi glömma vårt eget perspektiv och börja se saker från andra personers synvinkel. När vi kan kombinera våra önskemål med deras behov så blir dom ivriga att arbeta med oss och vi kan gemensamt uppnå våra mål.

### Sex sätt att få människor att tycka om dig
1. Bli genuint intresserad av andra människor. "Du kan skaffa fler vänner på två månader genom att vara intresserad av dom, än på två år genom att göra dom intresserade av dig." Det enda sättet att skapa kvalitativ, bestående vänskap är att lära sig att vara genuint intresserad av dom och deras intressen.
2. Le. Glädje beror inte på yttre omständigheter, utan snarare på inre attityder. Leenden är gratis att ge och har en fantastisk förmåga att få andra att känna sig underbara. Le i allt som du gör.
3. Kom ihåg att en persons namn är, för den personen, det ljuvaste och viktigaste ljudet i något språk. "Den genomsnittlige personen är mer intresserad i sitt eget namn än alla andra namn i världen sammanlagt". Folk älskar sitt eget namn så mycket att de ofta donerar stora summer pengar bara för att få en byggnad uppkallad efter sig själva. Vi kan få folk att känna sig extremt värderade och viktiga genom att komma ihåg deras namn.
4. Var en god lyssnare. Uppmuntra andra att prata om sig själva. Det enklaste sättet att bli en bra konversatör är att bli en bra lyssnare. För att vara en bra lyssnare, så måste vi verkligen bry oss om vad folk har att säga. Många gånger så vill inte folk ha en underhållande konversationspartner; dom vill bara ha någon som lyssnar på dom.
5. Tala i termer av vad den andra personen är intresserad av. Den enkla vägen till en persons hjärta är att prata om sakerna han eller hon värdesätter högst. Om vi pratar med folk om vad de är intresserade av, så kommer dom känna sig värderade och värdera oss i gengäld.
6. Få den andra personen att känna sig viktig - och gör det uppriktigt. Den gyllene regel är att behandla andra så som vi själva skulle vilja bli behandlade. Vi älskar att känna oss viktiga och det gör alla andra med. Folk kommer prata i timmar om vi låter dom prata om sig själva. Om vi kan få folk att känna sig viktiga på ett uppriktigt och erkännsamt sätt, så kommer vi tillvinna oss alla vänner som vi någonsin kunde drömma om.

### Tolv sätt att övertyga människor om ditt sätt att tänka
1. Det enda sättet att få det bästa ur en dispyt är att undvika den. Varje gång som vi har en dispyt med någon, oavsett om vi vinner eller förlorar, så förlorar vi. Den andra personen kommer antingen att känna sig förödmjukad eller stärkt och kommer bara söka att stärka sin position. Vi måste försöka undvika dispyter närhelst vi kan.
2. Visa respekt för den andres åsikter. Säg aldrig "Du har fel." Vi måste aldrig säga till folk rakt ut att de har fel. Det kommer bara tjäna till att förolämpa dom och såra deras stolthet. Ingen gillar att bli förolämpad; vi får inte vara så plumpa.
3. Om du har fel, erkänn det snabbt och med eftertryck. Närhelst vi har fel så borde vi erkänna det omedelbart. När vi grälar så tar det aldrig slut, men genom att ge oss så får vi ofta mer än vad vi förväntade oss. När vi erkänner att vi har fel så litar folk på oss och börjar ha förståelse för vårt sätt att tänka.
4. Inled på ett vänligt sätt. "En droppe honung kan fånga fler flugor än en liter galla." Om vi inleder vår interaktion med andra på ett vänligt sätt, så kommer folk vara mer mottagliga. Även om vi är väldigt upprörda, så måste vi vara vänliga för att influera folk till vårt sätt att tänka.
5. Starta med frågor på vilka den andra personen kommer att svara ja. Börja inte med att lyfta fram aspekterna i vilka vi och den andra personen avviker i. Börja med att understryka och fortsätta understryka sakerna som vi är överens om. Folk måste ledas in i den gynnsamma riktningen och dom kommer ofta med villigt. Säg aldrig att någon har fel, men istället led dom dit där vi vill ha dom genom frågor som de kommer svara "ja" på.
6. Låt den andra personen göra en hel del av pratandet. Folk gillar inte att lyssna på oss skryta, dom gillar att prata själva. Låt dom rationalisera och prata om idén, för det kommer smaka mycket bättre för dom i deras egen mun.
7. Låt den andra personen känna att idén är hans eller hennes egen. Folk gillar naturligt idéer som de kommer på själva än idéer som de får serverade på fat. Idéer kan bäst verkställas genom att låta andra tro att de själva kom på idén.
8. Försök ärligt att se saker från den andra personens synvinkel. Andra kan ofta ha fel, men vi kan inte fördöma som. Vi måste försöka att förstå dom. Framgång i att hantera personer kräver en sympatisk förståelse för den andra personens synsätt.
9. Var sympatisk till den andra personens idéer och önskemål. Folk hungrar efter sympati. Dom vill att vi erkänner allt det som dom önskar och känner. Om vi kan sympatisera med andra, så kommer dom att uppskatta vår sida också och ansluter sig ofta till vårt sätt att tänka.
10. Vädja till ädla motiv. Alla gillar att vara ärofulla i sina egna ögon. Folk tror att de gör saker för ädla och moraliska skäl. Om vi kan vädja till andras ädla motiv så kan vi framgångsrikt övertyga dom att följa våra idéer.
11. Dramatisera dina idéer. I denna hektiska värld så räcker det helt enkelt inte med att bara säga sanningen. Sanningen måste göras levande, intressant och dramatisk. Television har gjort det i åratal. Ibland är idéer inte tillräckligt och vi måste dramatisera dom.
12. Ge en utmaning. Det som motiverar folk allra mest är tävlingen. Alla önskar att utmärka sig och visa sitt värde. Om vi vill att någon ska göra något, så måste vi ge dom en utmaning och de kommer ofta anta den.

### Var en ledare: Hur man förändrar människor utan att förolämpa eller orsaka förbittring
1. Börja med beröm och ärlig uppskattning. Folk kommer motvilligt göra saker utifrån kritik och en ledare som styr med järnhand, men de kan prestera underverk när de får beröm och uppskattning.
2. Påtala folks misstag indirekt. Ingen gillar att göra misstag, särskilt framför andra. Att skälla och klandra tjänar bara till att förödmjuka. Om vi subtilt och indirekt visar folk misstag, så kommer de att uppskatta oss och vara mer sannolika att förbättra sig.
3. Prata om dina egna misstag innan du kritiserar den andra personen. När något går fel, att ta ansvaret kan hjälpa till att vinna över andra till din sida. Folk gillar inte att ta på sig all klander och att ta kredit för misstag hjälper till att ta bort svedan från vår kritik av andra.
4. Ställ frågor istället för att ge direkta order. Ingen gillar att ta order. Om vi erbjuder förslag, istället för order, så kommer det stärka andras självförtroenden och låta dom att snabbt lära sig av sina misstag.
5. Låt den andra personen rädda ansiktet. Ingenting skadar värdigheten hos en person som en förolämpning av dennes stolthet. Om vi inte fördömer våra anställda framför andra och låter dom rädda ansiktet, så kommer de bli motiverade att göra bättre i framtiden och säkra på att de kan.
6. Beröm varje förbättring. Folk älskar att få beröm och uppskattning. Om vi verkligen vill få någon att förbättra sig i någonting, så måste vi berömma varje framsteg. "Förmågor förtvinar genom kritik, dom blommar ut genom uppmuntran."
7. Ge den andra personen ett gott rykte att leva upp till. Om vi ger folk ett bra rykte att leva upp till, så kommer dom vilja förkroppsliga karaktärsdragen som vi har beskrivit dom med. Folk kommer arbeta med vigör och självförtroende om de tror att de kan bli bättre.
8. Använd uppmuntran. Få felet att verka lätt att korrigera. Om det önskade resultatet verkar vara en enorm uppgift, så kommer folk ge upp och tappa modet. Men om en brist verkar enkelt att rätta, så kommer dom med glädje ta tillfället i akt att förbättra. Om vi uttrycker mål som små och lätta förbättringar, så kommer vi se en dramatisk ökning i vilja och framgång i våra anställda.
9. Få den andra personen att med glädje göra vad du föreslår. Folk svarar oftast bra när de vill utföra beteendet som framförts. Om vi vill influera folk och bli effektiva ledare, så måste vi lära oss att uttrycka vår vilja i termer av andras viljor.

### Sju sätt att göra ditt hemliv lyckligare
Det här avsnittet ingick i den ursprungliga utgåvan 1936 men har utelämnats från den reviderade upplagan 1981.
1. Tjata inte.
2. Försök inte att göra om din partner.
3. Kritisera inte.
4. Ge ärlig uppskattning.
5. Ge uppmärksamhet.
6. Var artig.
7. Läs en bra bok om den sexuella sidan av äktenskapet.